# Salem (comtat de Saline)
Salem és una concentració de població designada pel cens dels Estats Units a l'estat d'Arkansas. Segons el cens del 2000 tenia 2.789 habitants.

## Demografia
Segons el cens del 2000, Salem tenia 2.789 habitants, 1.069 habitatges, i 857 famílies. La densitat de població era de 314,9 habitants/km².
Dels 1.069 habitatges en un 34,8% hi vivien nens de menys de 18 anys, en un 68,8% hi vivien parelles casades, en un 8% dones solteres, i en un 19,8% no eren unitats familiars. En el 17,4% dels habitatges hi vivien persones soles el 5,5% de les quals corresponia a persones de 65 anys o més que vivien soles. El nombre mitjà de persones vivint en cada habitatge era de 2,61 i el nombre mitjà de persones que vivien en cada família era de 2,94.
Per edats la població es repartia de la següent manera: un 24,7% tenia menys de 18 anys, un 8% entre 18 i 24, un 29,2% entre 25 i 44, un 27,5% de 45 a 60 i un 10,5% 65 anys o més.
L'edat mediana era de 39 anys. Per cada 100 dones de 18 o més anys hi havia 97,7 homes.
La renda mediana per habitatge era de 44.681 $ i la renda mediana per família de 52.216 $. Els homes tenien una renda mediana de 33.207 $ mentre que les dones 26.337 $. La renda per capita de la població era de 21.301 $. Entorn del 3,9% de les famílies i el 3,1% de la població estaven per davall del llindar de pobresa.

## Poblacions més properes
El següent diagrama mostra les poblacions més properes.